# Колубара
Колубара е река в западната част на Сърбия, десен и последен голям приток на Сава. Дължината ѝ е 123 км.
Етимологията на името ѝ е прабългарско (от колобър (жрец) → колубря → колубара/лат. kolobur, гр. κολοβρα). Топонимията по Колубара и в Мачва издава българското им владение по време на Първата и в началото след възстановяване на българската държава през 1185 година. Водосборен басейн – 3,600 km². Районът е богат на лигнитни въглища.
Образува се от реките Обланица и Ябланица във Валево. По-големите ѝ десни притоци са Градац (Градец), Лиг и Пещан, а ляв – Тъмнава. По долината на Колубара минава автомобилен път и железопътна линия.